# Habranthus robustus
Habranthus robustus är en amaryllisväxtart som beskrevs av Herb. och Robert Sweet. Habranthus robustus ingår i släktet Habranthus och familjen amaryllisväxter. Inga underarter finns listade i Catalogue of Life.

## Bildgalleri

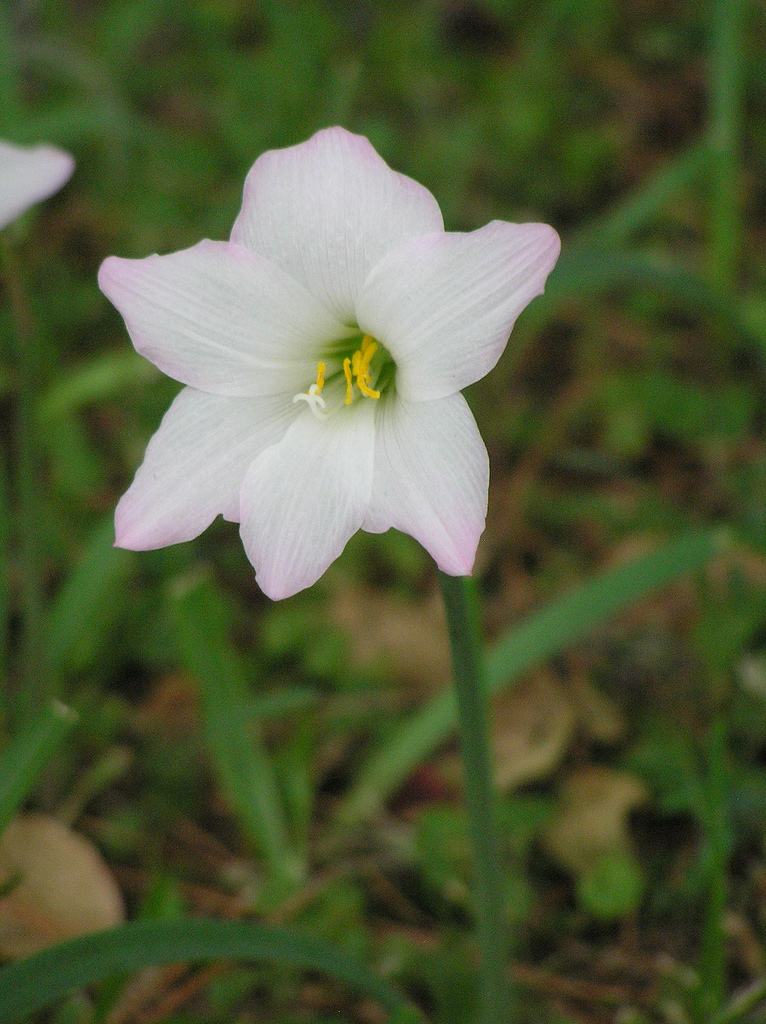
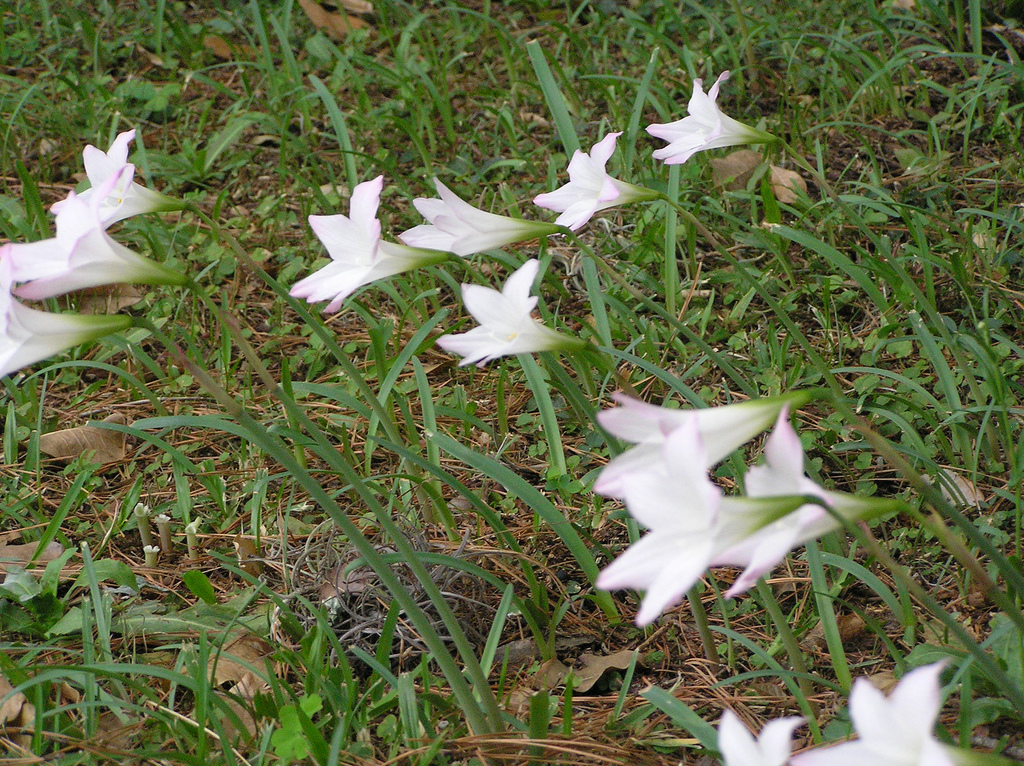
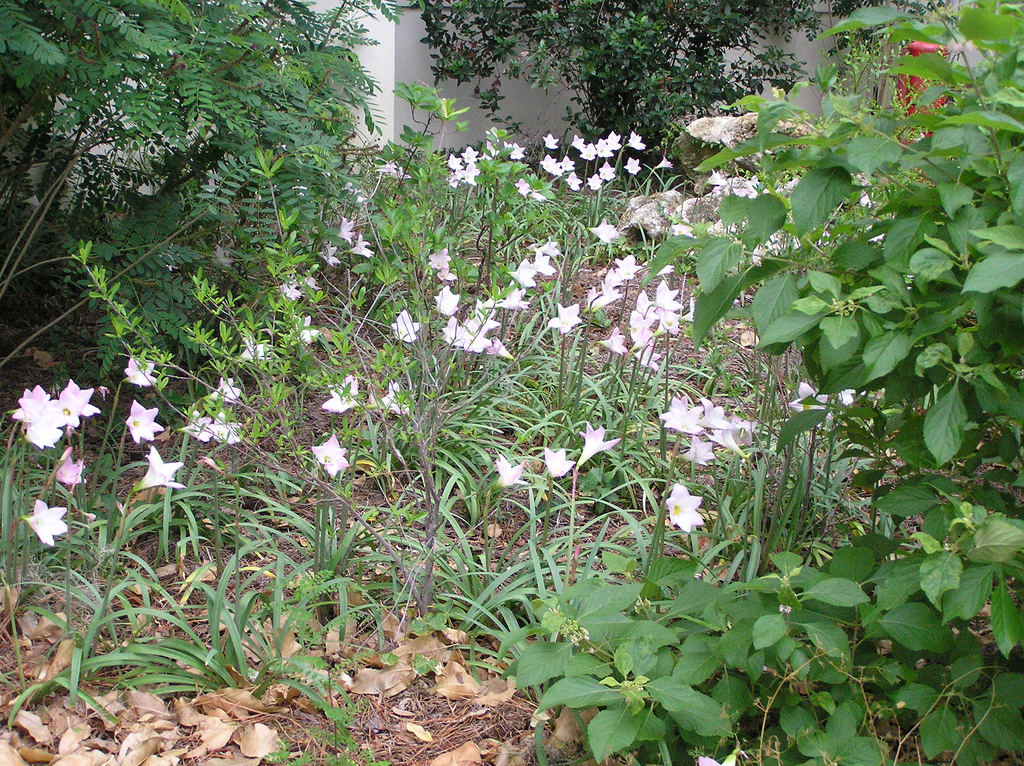
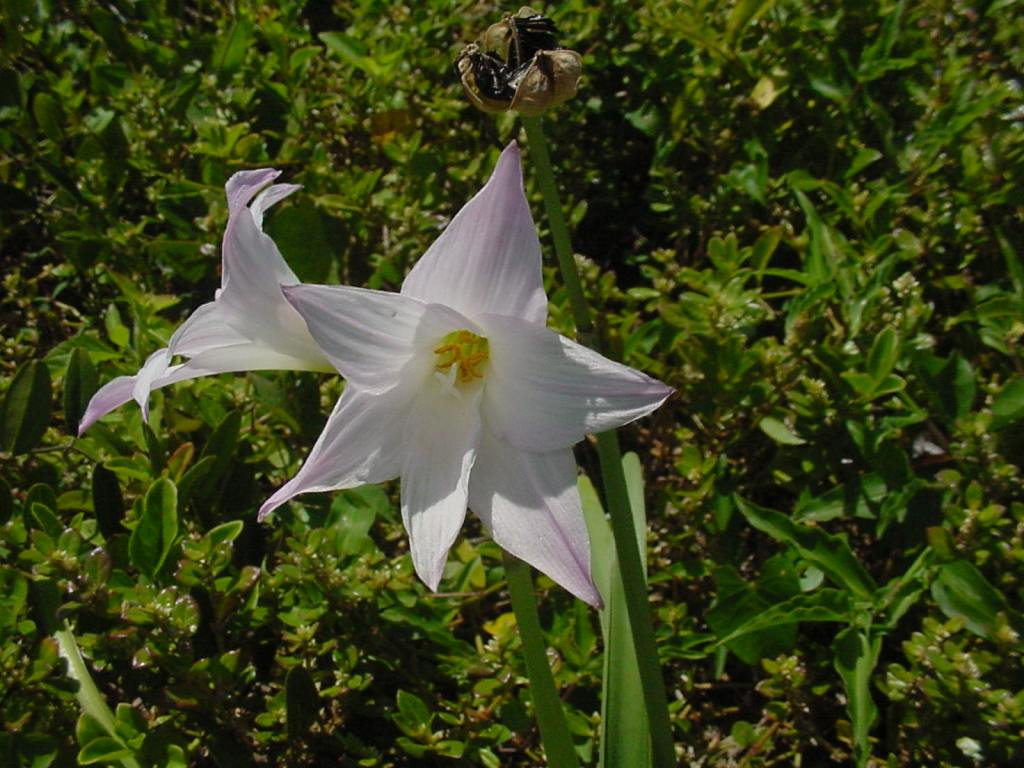